# Studies in the Calenduleae
Studies in the Calenduleae (abreviado Stud. Calenduleae) es un libro con descripciones botánicas que fue escrito por el botánico sueco Nils Tycho Norlindh. Fue publicado en el año 1943 con el nombre de Studies in the "Calenduleae": I. Monograph of the Genera "Dimorphotheca, Castalis, Osteospermum, Gibbaria" and "Chrysanthemoides". Tesis... of the Philosophical Faculty de la Universidad de Lund. Editor C.W.K. Gleerup (C. Bloms boktryck.) 432 pp.